# Der Mecklenburger

Titelbild der Zeitschrift „Der Mecklenburger“ von August 1951: Luise Kassow-Lange in ihrer Heimattracht mit ihrem Ölgemälde „Fritz Reuter“.

Der Mecklenburger (ZDB-ID: 1418199x) war eine im Auftrag der Landsmannschaft Mecklenburg herausgegebene Monatszeitschrift, die von 1951 bis 1957 in Hamburg erschienen ist und ihre Leser unter den nach Kriegsende in die Bundesrepublik Deutschland geflüchteten Mecklenburgern hatte. Sie zählt zur Flüchtlings- und Vertriebenenpresse.
Herausgeber war zunächst die Arbeitsgemeinschaft der Mecklenburger in Hamburg. Im Untertitel nannte sich die Zeitschrift Heimatblatt für alle Mecklenburger, später Die Bundeszeitung für alle Mecklenburger. Sie erschien im Verlag Krüger & Nienstedt des Hamburger Verlegers Richard Parbs. Am 1. April 1957 wurde die Zeitschrift mit der Heimatzeitung Unser Mecklenburg des Bremer Verlegers Friedrich Wilhelm Giebel vereinigt. Für eine Übergangszeit bis Ende 1957 erschienen die Namen beider Blätter im Zeitungskopf, seit 1958 nur noch Unser Mecklenburg.
Ihr Redaktionsprogramm beschrieben die Herausgeber der Zeitschrift in einer Eigenanzeige wie folgt: Der Mecklenburger, die Bundeszeitung für alle Mecklenburger, unterhält sie mit Beiträgen aus Vergangenheit und Gegenwart Mecklenburgs, heimatlichen Erzählungen in hoch- und plattdeutscher Sprache, zeigt Ihnen Bilder aus der alten Heimat und von den landsmannschaftlichen Veranstaltungen, unterrichtet sie über alle Veranstaltungen der Landsmannschaft Mecklenburg, Familienereignisse in der Heimat, alle wichtigen Begebenheiten in der Heimat, vermittelt Ihnen die neuesten Flüchtlingsbestimmungen und die Informationen für die in der Heimat enteigneten Betriebsinhaber.
Von den niederdeutschen Literaturklassikern waren John Brinckman, Johannes Gillhoff, Fritz Reuter, Felix Stillfried und Rudolf Tarnow mit Auszügen aus ihren Werken in dem Blatt vertreten. Aufsätze zu Kultur und Geschichte Mecklenburgs lieferten Autoren wie Gerhard Böhmer, Walter Lehmbecker, Gerd Lüpke und Helmut de Voss. Von dem Schriftsteller Friedrich Griese erschienen Erzählungen in dem Blatt. Für Meldungen aus der mecklenburgischen Heimat stützte sich das Blatt unter anderem auf die DDR-Bezirks- und Kreispresse sowie das Informationsbüro West (IWE), eine von der Bundesregierung unterstützte Sammelstelle von DDR-Informationen im Westberliner Bezirk Zehlendorf.